# Municipio de Jefferson (condado de Newton, Arkansas)
El municipio de Jefferson (en inglés: Jefferson Township) es un municipio ubicado en el condado de Newton en el estado estadounidense de Arkansas. En el año 2010 tenía una población de 284 habitantes y una densidad poblacional de 1,36 personas por km².

## Geografía
El municipio de Jefferson se encuentra ubicado en las coordenadas 35°49′4″N 93°22′46″O / 35.81778, -93.37944. Según la Oficina del Censo de los Estados Unidos, el municipio tiene una superficie total de 208.22 km², de la cual 208,01 km² corresponden a tierra firme y (0,1 %) 0,22 km² es agua.

## Demografía
Según el censo de 2010, había 284 personas residiendo en el municipio de Jefferson. La densidad de población era de 1,36 hab./km². De los 284 habitantes, el municipio de Jefferson estaba compuesto por el 95,42 % blancos, el 2,11 % eran amerindios, el 0,7 % eran asiáticos y el 1,76 % eran de una mezcla de razas. Del total de la población el 0,7 % eran hispanos o latinos de cualquier raza.